# شيفيلد هيلزبورو (دائرة انتخابية في المملكة المتحدة)
شيفيلد هيلزبورو (بالإنجليزية: Sheffield, Hillsborough)‏ هي إحدى الدوائر الانتخابية في المملكة المتحدة الممثلة في مجلس العموم في برلمان المملكة المتحدة.
عضو البرلمان الذي يمثلها حالياً هو :Ms Angela C. Smith (Lab).